# Гёттингенская рабочая группа
Гёттингенская рабочая группа (Göttinger Arbeitskreis) — основанная в Германии в период «холодной войны» группа учёных, представлявших немецких беженцев из восточных земель: Восточной и Западной Пруссии, Померании, Силезии и Балтийских стран. С самого начала в основе работы группы было обоснование прав Германии на отторгнутые у нее в результате Второй мировой войны территории и восстановление её влияния на землях, которые исторически управлялись немцами.

## Основание
Рабочая группа создана 1 ноября 1946 года, с началом «холодной войны». Американская военная администрация заказала ей экспертную оценку границы по Одеру и Нейсе, разделяющей Германию и Польшу. При участии историка литературы Хельмута Мотеката рабочая группа была зарегистрирована как общественная организация в 1948 году. В организационное бюро вошли не только учёные — как специалист по международному праву Герберт Краус, но также действующие юристы и руководители администраций. Первыми руководителями были бывший куратор Кёнигсбергского университета Фридрих Хоффман и Герберт Краус. В работу были вовлечены многие работники бывшего Institut für Deutsche Ostarbeit в Кракове: Эрхард Риманн (опубликовавший исследование фольклора Пруссии в 1952 году в Трудах Гёттингенской рабочей группы № 19), Генрих Вольфрум. Инициированная Куртом Люком программа Deutsche Gestalter und Ordner im Osten (Познань, 1940) была переименована в «Германско-польское соседство».
В публикациях группа избегала чувствительных тем борьбы на Восточном фронте, пересмотра пропаганды времён Веймарской республики и политики уничтожения неарийского населения и евреев.
До 1950 года группа была ограничена в средствах, так как существовала на пожертвования. Первый кабинет Аденауэра начал продвигать её на государственном уровне в духе преамбулы к Конституции Германии. Сама группа видела себя в качестве обозревателя и эксперта по вопросам взаимоотношений Германии с Восточным блоком и восточной политики.
Группа стала зарегистрированной государственной ассоциацией в 1958 году.

## Деятельность

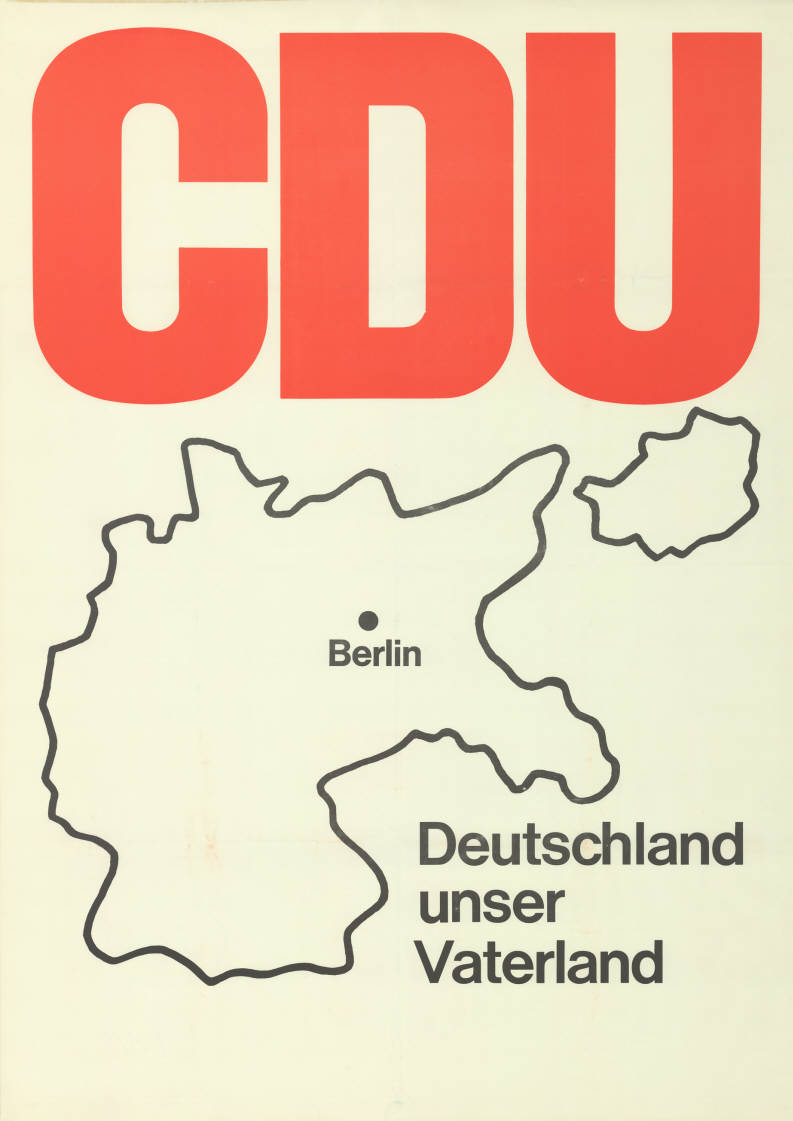
Плакат ХДС на выборы в Бундестаг в 1967 году показывает карту Германии по состоянию на 1937 год

«Ассоциация стремится исследовать все проблемы, связанные с Германией, перемещенными лицами в Германии и местами их проживания, а также публикацию исследований по этим вопросам», — так была сформулирована задача Гёттингенской рабочей группы в её Уставе.
Курс организации сформировал Иоахим фон Браун, который не только хотел защитить права, но и прояснить ценности немецких беженцев с восточных земель, которые бы позволили обновить германское государство и увидеть, как оно снова поднимется при активном участии перемещенных лиц. С этой целью рабочая группа выступала за создание организаций беженцев по странам, откуда они прибыли, на общественной, беспартийной основе.
Принципы их существования были отражены в Хартии немецких изгнанников, которая была опубликована в Штутгарте 5 августа 1950 года.
С 1951 по 1994 год рабочая группа публиковала ежегодник Университета Альберта в Кёнигсберге. В 1960 году она содействовала строительству студенческой резиденции Albertinum в Гёттингене в память об утерянном германском университете в Кёнигсберге.
Два сборника научных трудов в память о немецких университетах в Бреслау и Кёнигсберге вызвали большой резонанс, особенно опубликованный в 1954 году доклад бывшего профессора Кенигсбергского университета Вильгельма Старлингера «Grenzen der Sowjetmacht im Spiegel einer West-Ost-Begegnung hinter Palisaden 1945—1954» («Границы советской власти в зеркале соприкосновения и барьеров между Западом и Востоком, 1945—1954 гг.», или «Границы власти Советов в свете закулисной встречи Востока и Запада»), который впоследствии вызвал напряжение в отношениях СССР и Китая, переросшие затем в конфликт.
После подписания Московского договора с Советским Союзом и Варшавского договора с Польшей 1970 года стало очевидным, что федеральное правительство социал-либеральной коалиции оставило надежду вернуть восточные территории Германии, что снизило интерес к консультативной функции и журналистской деятельности Гёттингенской рабочей группы. Однако её руководители считали, что после окончательного подтверждения границы по Одеру и Нейсе сохранялась задача сохранения исторического наследия Восточной Германии. Эта задача на федеральном уровне была осознана не сразу, однако это привело к созданию в 1990 году Федерального института восточногерманской культуры и истории в Ольденбурге, с которым Гёттингенская рабочая группа дружит.
Согласно восточной политике Германии и Договору «два плюс четыре», с 1993 года ассоциация стремится «проводить научные исследования в области правового, политического и социально-экономического положения немцев в Восточной Европе, а также проблем развития Германии и ее восточноевропейских соседей и их сотрудничества в общеевропейских рамках».
В 2006 году Уполномоченный федерального правительства Германии Кристоф Бергнер впервые заявил о необходимости формирования элиты немецких меньшинств в странах СНГ и поддержки этого процесса, после чего в 2008 году была разработана программа «Поддержка авангарда», к коему причисляются «лидеры, активные представители российских немцев с высоким уровнем национального самосознания».

## Значение
В первый период работы, до 1970 года, группа выпустила более 400 научных и краеведческих работ. большая часть из которых увидела свет в Holzner-Verlag в Вюрцбурге. Было выпущено также 68 книг, брошюр и монографий.

### Переселенцы
Теоретические основы, заложенные работой Гёттингенской рабочей группы, во многом определили работу Уполномоченного федерального правительства Германии по делам переселенцев и национальных меньшинств и организацию переселения этнических немцев из стран Восточной Европы и России на историческую родину. В рамках этой программы на помощь немцам в регионах их проживания на территории бывшего Советского Союза было потрачено к 2007 году более 900 миллионов евро, 2,3 миллиона российских немцев — поздних переселенцев были приняты и интегрированы в Германии.

### Концепция оккупации Прибалтики
В рамках рабочей группы под руководством Бориса Мейснера активно продвигалась разработанная им концепция оккупации балтийских стран, использованная при восстановлении их независимости. В Латвии одним из сторонников и пропагандистов этой концепции был один из молодых участников Гёттингенской группы, привлеченных в неё Борисом Мейснером в 1989—1991 годах, Эгилс Левитс — с 2019 года президент республики.

### Объединение Германии
На ежегодной научной конференции группы в 1967 году Борис Мейснер предложил заключить двусторонний мирный договор между ФРГ и СССР, который бы способствовал желанию советских лидеров освободить ГДР. Как член группы экспертов Федеральной канцелярии он повторил свое предложение двустороннего «Великого договора» с СССР. Он был назначен канцлером Гельмутом Колем в группу по переговорам, которая смогла преодолеть вето советского руководства на вступление объединённой Германии в НАТО. Бывший министр иностранных дел СССР Э.Шеварднадзе подчёркивал, что двусторонние отношения СССР и Германии, а также многосторонние переговоры «Два плюс четыре» внесли большой вклад в объединение Германии. Договор «О добрососедстве, дружбе и сотрудничестве» между ФРГ и СССР был подписан 5 ноября 1990 года в Бонне канцлером Колем и президентом СССР Горбачёвым. Статья 15 этого договора гарантировала советским гражданам немецкой национальности национальную, языковую и культурную идентичность за счет сохранения их языка, культуры и традиций. Вклад «российских немцев» в подготовку этого договора имел особо важное значение.

## Президенты
- 1951—1965: Герберт Краус
- 1965—2000: Борис Мейснер
- 2000—2002: Георг Бруннер
- 2003—2012: Отто Лухтерхандт
- с 2014: Гилберт Горниг

## Структура
В структуре исследовательской организации — два крупных отдела (Российско-германский и Балтийский), библиотека с архивом и редакционно-издательское подразделение, в которое входят издательства Duncker & Humbolt в Берлине и «Готика» в Москве.